# Die Freundin

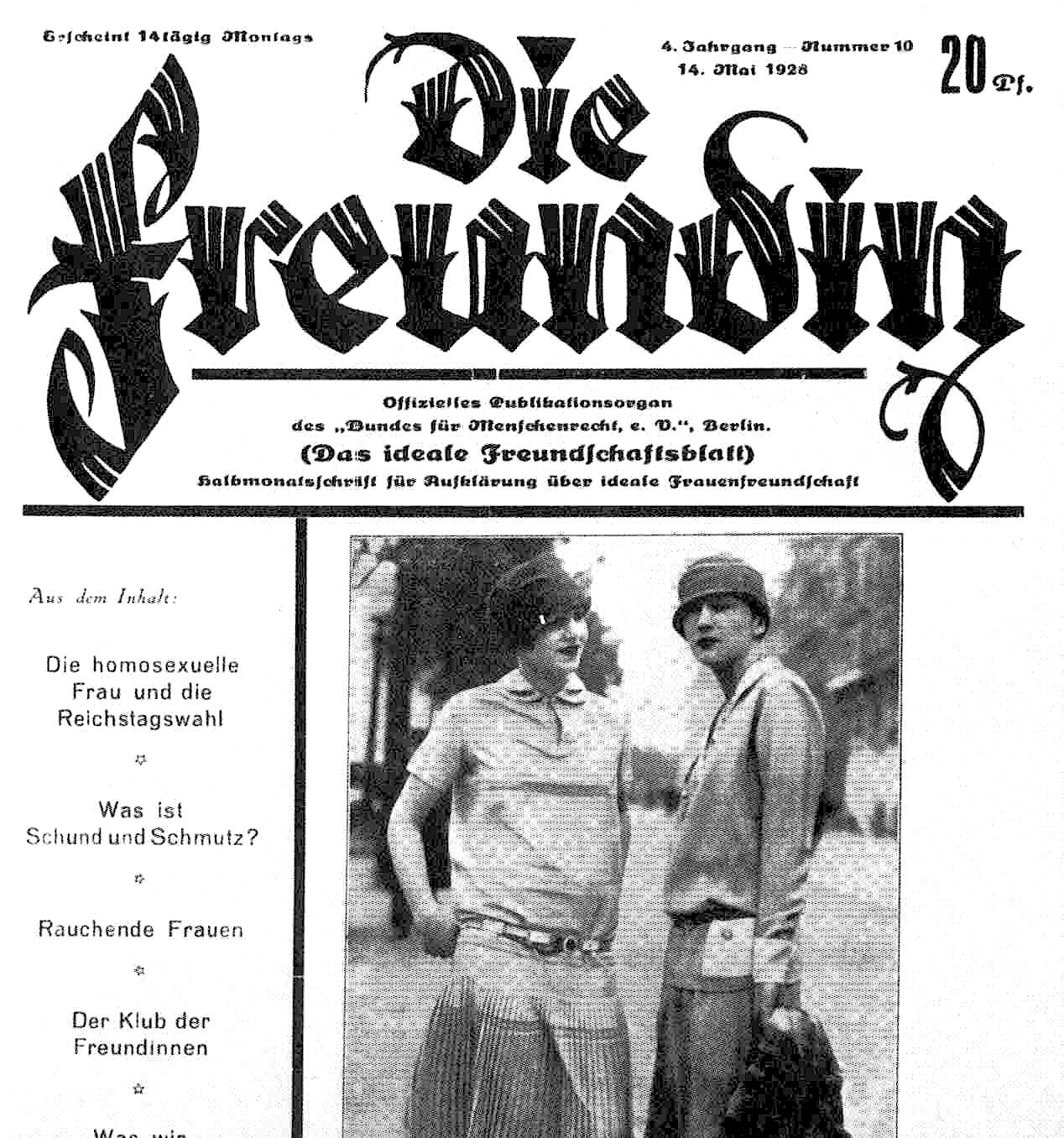
Copertina di Die Fruendin del maggio 1928.

Die Freundin (in lingua inglese: "The Girlfriend: Journal for Ideal Friendship between Women") è stata una popolare rivista di contenuto lesbico pubblicata durante gli anni della repubblica di Weimar, tra il 1924 e il 1933. Il periodico veniva fatto stampare a Berlino, la capitale della Germania, da parte del Bund für Menschenrecht ("Lega per i diritti umani") gestito dall'attivista gay ed editore Friedrich Radszuweit.
Il Bund era un'organizzazione fondamentalmente favorevole a quelli che oggi si chiamano diritti LGBT, questo nel corso del primo movimento omosessuale; nel 1920 aveva già un'adesione nazionale di oltre 48 000 iscritti.
Questa, insieme ad altre riviste e giornali a tematica lesbica di quell'epoca, come Frauenliebe ("L'amore delle donne") ha rappresentato per la prima volta un punto di vista parziale in campo educativo e semi-politico, ma rivolta espressamente ad un pubblico omosessuale femminile ed è stato presto assimilato con la cultura locale.
Die Freundin pubblicava anche racconti e novelle e tra i suoi più rinomati collaboratori vi furono alcuni dei pionieri del movimento lesbico come Selli Engler o Lotte Hahm. La rivista pubblicava inoltre annunci di ritrovi e locali notturni lesbici e le donne potevano mettere le proprie pubblicità personali con l'intento di incontrare altre lesbiche.
I gruppi di donne collegate al "Bund für Menschenrecht" in generale e a Die Freundin in particolare offrivano saggi culturali, letture e spettacoli, oltreché dibattiti, che erano per principio un'alternativa alla cultura del bar; questo periodico è stato solitamente assai critico nei confronti di quelle donne che erano solite partecipare soltanto per il semplice divertimento: un articolo del 1929 invitava anzi le donne a non andare ai divertimenti notturni "mentre migliaia di altre nostre sorelle piangono per la loro vita nella disperazione più cupa".
Die Freundin, insieme ad altre pubblicazioni gay e lesbiche, è stato fatto chiudere velocemente dopo che il nazionalsocialismo è salito al potere nel 1933 in terra tedesca, sebbene anche prima dell'ascesa nazista la rivista si ritrovò di fronte a svariati problematiche legali per tutti gli anni venti del XX secolo. Dal 1928 all'anno seguente la rivista venne anzi fatta chiudere dal governo tramite una legge la quale avrebbe dovuto, nelle intenzioni, proteggere i giovani dalla letteratura più trash e oscena: in risposta, la rivista si trovò ad operare sotto il titolo "Ledige Frauen"(-Donne sole).